# 満洲電信電話
満洲電信電話株式会社（まんしゅうでんしんでんわ）は、1933年8月31日に設立され、ポツダム宣言の受諾に伴って閉鎖された日満合弁による国策会社。満洲国および関東州における電気通信事業（放送も含む）を独占的に経営していた。略称は「満洲電電」、略号は「MTT」。

## 概要
1933年3月26日に日本・満洲国間で調印された「満洲国ニ於ケル日満合弁通信会社ノ設立ニ関スル協定」に基づいて設立されたもので、関東州、南満洲鉄道附属地及び満洲国にある日・満両国政府所有の電気通信施設を合併、経営することを目的としており、放送事業に関しては、会社設立時に満洲国交通部から奉天・新京・ハルビンの各放送局、関東庁逓信局から大連放送局を継承した
。
1945年8月、ソ連軍や中国側による接収によって事実上消滅。日本国内においても、1946年11月に閉鎖機関に指定され、業務を停止した。

## 沿革
- 1922年9月 - 中国の東三省政府、哈爾浜にあるロシアの無線局を接収し、東三省無線電台と改称。
- 1923年春 - 哈爾浜の東三省無線電台（呼出符号XOH）、試験放送開始。
  - 5月15日 - 哈爾浜の東三省無線電台、東三省無線電台哈爾浜分台と改称。
- 1925年3月 - 関東庁逓信局、南満洲鉄道大連埠頭事務所内の無線電話施設で実験放送を公開。
  - 7月 - 関東庁逓信局、大連放送局（呼出符号JQAK）を新設し、実験放送を開始。
  - 8月9日 - 大連放送局、本格的に実験放送を開始（聴取申込許可料として毎年1円徴収）。
- 1926年10月1日 - 東三省政府の哈爾浜広播無線電台（呼出符号XOH）、正式に放送開始。
- 1928年1月1日 - 哈爾浜広播無線電台、新設備から本放送開始（呼出符号をCOHBに変更）。日本語番組も開始。
  - 1月1日 - 奉系当局の瀋陽広播無線電台（呼出符号COMK）、正式に放送開始。
- 1931年9月 - 満洲事変により、瀋陽・哈爾浜の両放送局、放送停止。
  - 10月16日 - 関東軍、瀋陽広播無線電台を接収し、奉天放送局（呼出符号Z1LY）を開設。
  - 12月 - 陸軍省、「東北無電台処理要領」を策定。
- 1932年1月12日 - 関東軍特殊無線部、設立（奉天放送局を管轄）。
  - 2月1日 - 奉天放送局、短波によるロシア語放送を開始。
  - 2月22日- 関東軍特殊無線部、関東軍特殊通信部と改称。
  - 7月 - 関東軍特殊通信部、哈爾浜広播無線電台を接収し、哈爾浜放送局（呼出符号COHB）を開設。
  - 10月 - 奉天放送局新京演奏所、運用開始。
  - 11月 - 哈爾浜放送局、関東軍特殊通信部から満洲国交通部に移管（呼出符号をMOHBに変更）。
  - 12月9日 - 「満洲ニ於ケル電信電話事業ニ関スル件」、閣議決定。
- 1933年3月26日 - 「満洲国ニ於ケル日満合弁通信会社ノ設立ニ関スル協定」（昭和8年条約第1号）、調印（5月15日：批准、公布）
  - 4月16日 - 新京放送局（呼出符号MTAY）、関東軍特殊通信部の指揮下で放送開始。
  - 7月21日 - 「関東州及南満洲鉄道附属地電気通信令」（昭和8年勅令第197号）、公布。
  - 8月 - 奉天・新京の両放送局、関東軍特殊通信部から満洲国交通部に移管。
  - 8月31日 - 満洲電信電話株式会社、設立。満洲国交通部から奉天・新京・哈爾浜の各放送局、関東庁逓信局から大連放送局を継承。
- 1936年11月1日 - 新京・大連の両放送局で広告放送開始。
  - 12月1日 - 奉天・哈爾浜の両放送局で広告放送開始。
- 1937年11月30日 - 「関東州及南満洲鉄道附属地電気通信令」、「関東州電気通信令」に改題（昭和12年勅令第684号）。
- 1940年4月 - 広告放送が事実上終了。
- 1945年8月 - ソビエト連邦や中国側の接収により、満洲国や関東州における事業を停止。
- 1946年11月25日 - 閉鎖機関に指定され、日本国内における業務を停止[2][3]。
- 1950年12月28日 - 在外活動閉鎖機関に指定[4][5]。

## 重役
- 総裁 山内静夫 1933年8月31日 -
- 総裁 広瀬寿助 1937年3月 -
- 総裁 吉田悳 1945年3月2日 -
- 副総裁 三多 1933年8月31日 -
- 副総裁 進藤誠一
- 副総裁 チムトシムベロ 1941年3月 - 1942年3月ごろ
- 理事 井上乙彦 1933年8月31日 -
- 理事 前田直造 1933年8月31日 -
- 理事 西田猪之助 1933年8月31日 -
- 理事 瀬田常男
- 理事 大内誠三
- 監事 西山左内 1933年8月31日 -

## 本社
- 新京 - 現在でも主要機関として使用されている

### 管理局
- 大連・奉天・新京・哈爾浜・牡丹江・斉斉哈爾・承徳

### 出張所
- 東京（丸ビル四階）・大阪

## 放送局

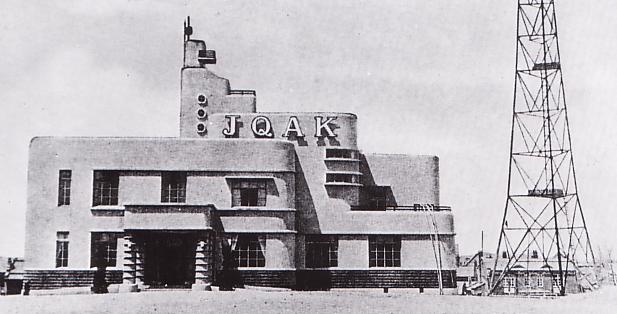
大連中央放送局

- 下表の記号や略語の意味は、

関東庁: 関東庁逓信局、関東軍: 関東軍特殊無線部または特殊通信部、満洲国: 満洲国交通部、満洲電電: 満洲電信電話株式会社、東三省: 東三省政府（張作霖を中心とする政権、国民政府の奉天派政権も含む）
R1: ラジオ第1放送、R2: ラジオ第2放送、R3: ラジオ第3放送
○: 局所名、種別、所管、呼出符号変更、●: 廃止
| 局所名 （地名） | 種別       | 所属       | 呼出符号 | 使用開始   | R1 | R2 | R3 | 変更                                                                                            |
| --------------- | ---------- | ---------- | -------- | ---------- | -- | -- | -- | ----------------------------------------------------------------------------------------------- |
| 大連            | 放送局     | 関東庁     | JQAK     | 1925. 8. 9 | ○  |    |    | 1933. 9. 1 満洲電電に移管                                                                       |
| 大連            | 放送局     | 満洲電電   | JQAK     | 1933. 9. 1 | ○  | ○  |    | 1938. 4. 1 中央放送局に昇格                                                                     |
| 大連            | 中央放送局 | 満洲電電   | JQAK     | 1938. 4. 1 | ●  | ●  |    | 1945. 8.24 ソ連軍により接収 / 1946. 1.16 中国共産党側に移管、大連広播電台として放送開始（XGTR） |
| 安東            | 放送局     | 満洲電電   | JQBK     | 1937.10.20 | ●  | ●  |    | 1945.10.-- 中国八路軍により接収 / 1945.11. 7 安東市政府広播電台として放送開始（XTAKのちXNAR）   |
| 新京            | 演奏所     | 関東軍     | -        | 1932.10.-- |    |    |    | 関東軍特殊通信部により奉天放送局新京演奏所として設置                                            |
| 新京            | 放送局     | 関東軍     | MTAY     | 1933. 4.16 | ○  |    |    | 1933. 8.-- 満洲国交通部に移管                                                                   |
| 新京            | 放送局     | 満洲国     | MTAY     | 1933. 8.-- | ○  |    |    | 1933. 9. 1 満洲電電に移管                                                                       |
| 新京            | 放送局     | 満洲電電   | MTAY     | 1933. 9. 1 | ○  |    |    | 1933.12.15 呼出符号変更（MTCY）                                                                 |
| 新京            | 放送局     | 満洲電電   | MTCY     | 1933.12.15 | ○  | ○  |    | 1938. 4. 1 中央放送局に昇格                                                                     |
| 新京            | 中央放送局 | 満洲電電   | MTCY     | 1938. 4. 1 | ○  | ○  |    | 1944. 2.-- 放送総局に昇格                                                                       |
| 新京            | 放送総局   | 満洲電電   | MTCY     | 1944. 2.-- | ●  | ●  |    | 1945. 9.10 中国共産党側により接収、長春広播電台として放送開始（XNCM）                           |
| 瀋陽            | 放送局     | （東三省） | COMK     | 1928.10.15 | ○  |    |    | 1931.10.16 関東軍により接収、奉天放送局として放送開始                                           |
| 奉天            | 放送局     | 関東軍     | COMK     | 1931.10.16 | ○  |    |    | 1931.12.13 呼出符号変更（ZILY）                                                                 |
| 奉天            | 放送局     | 関東軍     | ZILY     | 1931.12.13 | ○  |    |    | 1933. 8.-- 満洲国交通部に移管                                                                   |
| 奉天            | 放送局     | 満洲国     | ZILY     | 1933. 8.-- | ○  |    |    | 1933. 9. 1 満洲電電に移管                                                                       |
| 奉天            | 放送局     | 満洲電電   | ZILY     | 1933. 9. 1 | ○  | ○  |    | 1933.12.15 呼出符号変更（MTBY）                                                                 |
| 奉天            | 放送局     | 満洲電電   | MTBY     | 1933.12.15 | ○  | ○  |    | 1938. 4. 1 中央放送局に昇格                                                                     |
| 奉天            | 中央放送局 | 満洲電電   | MTBY     | 1938. 4. 1 | ●  | ●  |    | 1945. 8.17 中国共産党地下組織により接収、瀋陽広播電台として放送開始                             |
| 哈爾浜          | 放送局     | （東三省） | XOH      | 1926.10. 1 | ○  |    |    | 1927.10.-- 呼出符号変更（COHB）                                                                 |
| 哈爾浜          | 放送局     | （東三省） | COHB     | 1927.10.-- | ○  |    |    | 1932. 2. 5 関東軍により接収 / 1932. 7.23 満洲国交通部に移管、呼出符号変更（MOHB）、放送開始     |
| 哈爾浜          | 放送局     | 満洲国     | MOHB     | 1932. 7.23 | ○  |    |    | 1933. 9. 1 満洲電電に移管                                                                       |
| 哈爾浜          | 放送局     | 満洲電電   | MOHB     | 1933. 9. 1 | ○  |    |    | 1933.12.15 呼出符号変更（MTFY）                                                                 |
| 哈爾浜          | 放送局     | 満洲電電   | MTFY     | 1933.12.15 | ○  |    | ○  | 1938. 4. 1 中央放送局に昇格                                                                     |
| 哈爾浜          | 中央放送局 | 満洲電電   | MTFY     | 1938. 4. 1 | ●  | ●  | ●  | 1945. 8.20 ソ連軍により接収、中国共産党側により哈爾浜広播電台として放送開始                     |
| 牡丹江          | 放送局     | 満洲電電   | MTGY     | 1937. 6. 1 | ○  | ○  |    | 1944. 2.-- 中央放送局に昇格                                                                     |
| 牡丹江          | 中央放送局 | 満洲電電   | MTGY     | 1944. 2.-- | ●  | ●  |    | 1945. 8.-- 日本側職員が放送施設を破壊、退去                                                     |
| 承徳            | 放送局     | 満洲電電   | MTHY     | 1937. 7.22 | ○  | ○  |    | 1944. 2.-- 中央放送局に昇格                                                                     |
| 承徳            | 中央放送局 | 満洲電電   | MTHY     | 1944. 2.-- | ●  | ●  |    | 1945. 8.-- 日本側職員が放送施設を破壊、退去                                                     |
| 齊々哈爾        | 放送局     | 満洲電電   | MTLY     | 1938. 4. 1 | ○  | ○  |    | 1944. 2.-- 中央放送局に昇格                                                                     |
| 齊々哈爾        | 中央放送局 | 満洲電電   | MTLY     | 1944. 2.-- | ●  | ●  |    | 1945.--.-- ソ連軍により接収 / 1945.11.-- 中国共産党側により接収                                 |
| 撫順            | 放送局     | 満洲電電   | MTIY     | 1944. 9. 1 | ●  |    |    | 1945. 9.-- 八路軍により接収 / 1946.春 撫順市人民政府広播電台として放送開始                      |
| 鞍山            | 放送局     | 満洲電電   | MTJY     | 1944. 9. 1 | ●  |    |    | 1945.10.24 八路軍により接収、鞍山広播電台として放送開始                                         |
| 延吉            | 放送局     | 満洲電電   | MTKK     | 1938. 4. 1 | ○  | ○  |    | 1943. 5. 1 間島放送局に改称                                                                     |
| 間島            | 放送局     | 満洲電電   | MTKK     | 1943. 5. 1 | ●  | ●  |    | 1945. 8.18 ソ連軍が接収、中国共産党側が延吉広播電台として放送開始                               |
| 本渓湖          | 放送局     | 満洲電電   | MTMY     | 1944. 9. 1 | ●  |    |    | 1945. 9.21 八路軍により接収 / 1945. 9.28 本渓新華広播電台として放送開始                         |
| 佳木斯          | 放送局     | 満洲電電   | MTNY     | 1938. 4. 1 | ●  | ●  |    | 1945. 8.15 終戦の詔勅の直後に日本側職員によって爆破                                             |
| 錦県            | 放送局     | 満洲電電   | MTOY     | 1939. 4.14 | ●  | ●  |    | 1945.--.-- 八路軍により接収、放送施設は承徳局に移動                                             |
| 営口            | 放送局     | 満洲電電   | MTPY     | 1939. 2.10 | ●  | ●  |    | 1945.--.-- 中国国民党側により接収、営口広播電台として放送開始                                   |
| 富錦            | 放送局     | 満洲電電   | MTQY     | 1939.10. 1 | ●  |    |    | 1945. 8. 9 日本側職員によって閉鎖、退去                                                         |
| 海拉爾          | 放送局     | 満洲電電   | MTRY     | 1938.12.25 | ●  | ●  |    | 1945. 8. 9 日本側職員が放送施設を爆破、退去                                                     |
| 黒河            | 放送局     | 満洲電電   | MTSY     | 1938.12.20 | ●  | ●  | ●  | 1945. 8.-- ソ連軍により接収                                                                     |
| 通化            | 放送局     | 満洲電電   | MTTY     | 1940.11.20 | ●  | ●  |    | 1945. 9.24 八路軍により接収、冀熱遼行署通化専員公署通化広播電台として放送開始（XTHR）           |
| 北安            | 放送局     | 満洲電電   | MTUY     | 1941. 2. 1 | ●  | ●  |    |                                                                                                 |
| 東安            | 放送局     | 満洲電電   | MTVY     | 1942. 3.28 | ●  | ●  |    | 1945. 8. 9 日本側職員が放送施設を爆破、退去                                                     |
| 吉林            | 演奏所     | 満洲電電   | -        | 1936. 6.-- |    |    |    | 新京放送局吉林演奏所として設置                                                                  |
| 吉林            | 放送局     | 満洲電電   | MTWY     | 1945. 1.25 | ●  | ●  |    | 1945.10.-- ソ連軍により接収 / 1945.11.21 中国共産党側により吉林広播電台として放送開始           |
| 興安            | 放送局     | 満洲電電   | MTXY     | 1945. 6. 1 | ●  | ●  |    | 1945. 8.-- 日本側職員が放送施設を爆破、退去                                                     |
| 阜新            | 放送局     | 満洲電電   | MTZY     | 1945. 7.15 | ●  | ●  |    |                                                                                                 |
| 孫呉            | 中継放送局 | 満洲電電   | MTDY     | 1943.12. 1 | ●  |    |    |                                                                                                 |
| 赤峰            | 中継放送局 | 満洲電電   | MTEY     | 1943.12. 1 | ●  | ●  |    |                                                                                                 |

## 著名な出身者
- 森繁久彌（俳優、元アナウンサー）
- 糸居五郎（ニッポン放送アナウンサー）
- 仁智栄坊（俳人）
- 高屋窓秋（俳人）
- 大久間喜一郎（歌人、国文学者）
- 小高芳雄（TBSアナウンサー）
- 渡辺仁三（TBSアナウンサー）
- 植村二三子（TBSアナウンサー）
- 高橋百合子（TBSアナウンサー）
- 奥瀬平七郎（小説家、元上野市長）
- 赤羽末吉（絵本作家）
- 金澤覚太郎（放送人）

## 満洲における日満合弁通信会社の設立に関する協定
満洲における日満合弁通信会社の設立に関する協定は前述の通り1933年3月26日に日本と満洲国の間に調印された条約である。満洲国側の名称は關於設立満洲満日合辧通信公司之協定。
この協定は日本政府と満洲政府の協力によって株式会社として日満合弁通信会社を設立し、その通信会社に関東州、南満洲鉄道附属地、満洲国の行政権下にある地域で有線および無線の通信事業を行わせるものとなっていた（ただし鉄道事業・航空事業に付随するもの、官署および警備専用のものを除く）。
この協定は新京において日本帝国特命全権大使 武藤信義と満洲国外交部総長 謝介石に調印され、日本側では5月10日に批准、5月15日に批准書の交換が行われた。